# Oldřich Jambor
Oldřich Jambor (do roku 1914 Oldřich Dvořák, 3. května 1913 Tuřany – 31. května 1942 Klarenbeek) byl český pilot Royal Air Force v období druhé světové války.

## Život

### Před druhou světovou válkou
Oldřich Jambor se narodil 3. května 1913 v Tuřanech u Brna jako nemanželské dítě Kateřiny Dvořákové. Jeho matka se za dělníka Jana Jambora vdala v roce 1914, čímž došlo Oldřichově legitimizaci a změně příjmení. Vychodil obecnou školu a mezi lety 1924 a 1927 měšťanskou školu. V roce 1928 se jeho rodina přestěhovala do Dvorsk. Mezi lety 1932 a 1933 studoval na Zemské odborné škole hospodářské ve Šlapanicích. V roce 1935 nastoupil prezenční vojenskou službu. Přihlásil se k armádnímu letectvu, mezi roky 1935 a 1936 absolvoval patřičný výcvik a ve službě zůstal i po skončení prezenční služby jako délesloužící poddůstojník u leteckého pluku v Piešťanech.

### Druhá světová válka
Po německé okupaci opustil Oldřich Jambor 28. června 1939 za pomoci železničářů ilegálně Protektorát Čechy a Morava ve skupině vedené Stanislavem Zeinertem. Přes Polsko se dostal do Francie, kde vstoupil do cizinecké legie, v rámci které sloužil v Alžírsku. Po vypuknutí druhé světové války byl ze závazku propuštěn a 2. října 1939 prezentován v Paříži u československé zahraniční jednotky vznikající ve Francii. Byl zařazen do armádního letectva a v Toulouse cvičen ke službě v bombardovacím letectvu. Po pádu Francie v červnu 1940 se přes Oran, Casablancu a Gibraltar evakuoval do Spojeného království. Zde byl 25. července 1940 přijat do Royal Air Force a zařazen k 311. československé bombardovací perutě. Po výcviku na stroje Vickers Wellington absolvoval mezi červencem 1941 a lednem 1942 ve funkci prvního pilota 34 operačních letů. Po skončení operačního turnusu působil jako instruktor 10. navigační školy v Dumfries. Na konci května 1942 dočasně nastoupil k 75. novozélandské peruti a to z důvodu vyšší personální potřeby Operace Millenium. V noci ze 30. na 31. května se na pozici druhého pilota v jejím rámci zúčastnil náletu na Kolín nad Rýnem. Během návratu byl jeho stroj Vickers Wellington Mk.IA N2894/7 sestřelen německým nočním stíhačem. Letoun se zřítil ve čtvrti Hessen-Allee obce Klarenbeek v Nizozemsku. Kromě jednoho člena zahynula celá posádka včetně Oldřicha Jambora. Pohřben je na hřbitově Heidehof ve čtvrti Ugchelen nedalekého města Apeldoorn. Dosáhl hodnosti rotmistra.

## Ocenění

### Vyznamenání
- Československá medaile Za chrabrost před nepřítelem
- 3x Československý válečný kříž 1939
- Hvězda 1939–1945
- Evropská hvězda leteckých posádek
- Válečná medaile 1939–1945

### Posmrtná ocenění
- Oldřich Jambor byl v roce 1991 in memoriam povýšen do hodnosti plukovníka
- Zahynuvším letcům byl Klarenbeeku, Hessen-Allee 23E odhalen pomník[2]